# Gelnica (distrito)
O Distrito de Gelnica (eslovaco: Okres Gelnica) é uma unidade administrativa da Eslováquia Oriental, situado na Košice (região), com 30.841 habitantes (em 2001) e uma superfície de 584 km². Sua capital é a cidade de Gelnica.

## Demografia
| Ano:        | 1994   | 2004   | 2014   | 2024   |
| ----------- | ------ | ------ | ------ | ------ |
| Broj ljudi: | 30 034 | 31 006 | 31 504 | 31 787 |
| Razlika:    |        | +3,23% | +1,60% | +0,89% |

| Ano:               | 2023   | 2024   |
| ------------------ | ------ | ------ |
| Número de pessoas: | 31 736 | 31 787 |
| Diferença:         |        | +0,16% |

## Cidades
- Gelnica (capital)

## Municípios
- Helcmanovce
- Henclová
- Hrišovce
- Jaklovce
- Kluknava
- Kojšov
- Margecany
- Mníšek nad Hnilcom
- Nálepkovo
- Prakovce
- Richnava
- Smolnícka Huta
- Smolník
- Stará Voda
- Švedlár
- Úhorná
- Veľký Folkmar
- Závadka
- Žakarovce